# Carlotta Bähre
Carlotta Bähre (* 2005) ist eine deutsche Schauspielerin.

## Leben
Carlotta Bähre stammt aus einer Künstlerfamilie: ihre Mutter ist die Schauspielerin Julia Bähre und ihr Vater der Schauspieler Arndt Schwering-Sohnrey. Ihr Großvater ist Dieter Bähre, der bis zu seiner Pensionierung Kammerschauspieler am Oldenburgischen Staatstheater war. Sie ist die Urenkelin des Olympia-Goldmedaillengewinners Karl Bähre.
Carlotta Bähre begann Anfang der 2020er Jahre Rollen in deutschen Fernsehproduktionen zu spielen, unter anderem in Lehrer kann jeder! oder der Tatort-Folge Unten im Tal. In diesem Film der Reihe übernahm sie eine Doppelrolle, in der sie eine Teenagerin und deren kurz nach ihrer Geburt verschwundene und Jahre später tot aufgefundene Mutter spielt.
Carlotta Bähre machte 2023 ihr Abitur und lebt in Berlin und Wien.
Seit 2024 spielt Bähre in SOKO Leipzig die Rolle der Charlotte „Lotte“ Maybach.

## Filmografie
- 2022: Der Kommissar und die Eifersucht
- 2022: Lehrer kann jeder! (Fernsehfilm)
- 2022: Tatort: Unten im Tal
- 2023: Dolls of Dresden
- 2023: Sexuell verfügbar
- seit 2024: SOKO Leipzig (Fernsehserie, durchgehende Rolle)
- 2025: Ku'damm 77
- 2025: In aller Freundschaft (Fernsehserie, Folge Starke Herzen)